# 蔚綬
蔚綬（14世紀—1431年11月17日），字文璽，南直隸廬州府合肥縣人，明朝政治人物。

## 生平
蔚綬在洪武末年由歲貢入國子監讀書，獲授戶部度支主事，朱元璋在《大誥》中稱他「故推闒葺，不事事欺侮」，陞員外郎，細心檢查出納，外任山西右參議有賢良名聲。
永樂六年（1408年），蔚綬陞任戶部右侍郎，改官禮部右侍郎，處事更加恭謹，得禮部尚書呂震重用，多次出任會試知貢舉及提調官；十九年（1421年）明成祖定都北京，呂震改調北京，他則掌管南京禮部事務。二十二年（1424年）四月，他上奏四川、雲南官民生六十一人按例應賜與夏衣，而琉球官生因尚未出發，建議一同賜與，之後每年冬夏衣也按時在南京工部造成賞賜，得明成祖准許。
洪熙元年（1425年）蔚綬陞任南京禮部尚書，至宣德四年（1429年）致仕，死後賜祭葬，諡號文肅，入祀鄉賢祠；曾孫蔚春，為弘治六年進士。

## 引用
1. ↑  《明宣宗章皇帝實錄·卷八十四》：（宣德六年十月甲辰）禮部尚書致仕蔚綬卒。
2. 1 2  嘉慶《合肥縣志·卷二十二·人物傳》：蔚綬，字文璽，洪武中由貢生授戶部主事，進員外郎，以才能擢山西布政司參議，永樂中召拜禮部侍郎。綬秉心淳實，履行端方。宣德初以禮部尚書致仕，卒諡文肅，賜祭葬，祭祀鄉賢。曾孫春，字景元，弘治癸丑進士。
3. ↑  《國朝列卿紀·卷之三十五·國初戶部侍郎年表》：蔚綬 直隸合肥人，歲貢，永樂六年任右，歷禮部尚書
4. ↑  《國朝列卿紀·卷之四十二·南京禮部尚書年表》：蔚綬 直隸合肥人，洪武中國子生，永樂十九年以右侍郎掌部事，洪熙元年任。宣德四年致仕，卒於家。
5. ↑  《國朝列卿紀·卷之三十五·戶部侍郎行實》：蔚綬，字□□，直隸廬州府合肥縣人，洪武末年由歲貢入大學，授戶部度支主事，《大誥》謂其不事事欺侮。歷員外郎，秉心純實，履行端方，精核出納，下人不得緣以為奸革除中；陞山西布政司右參議，再著賢聲。永樂六年，召拜戶部右侍郎，尋改禮部，益勵恭勤；歷禮部尚書，蒞事南京致仕，詳南京禮部。
6. ↑  《國朝列卿紀·卷之四十二·南京禮部尚書行實》：蔚綬，字□□，廬州府合肥縣人，秉心淳實，履行端方。洪武中由監生授戶部度支主事，《大誥》謂其故推闒葺，不事事欺侮。歷員外郎，精核出納，下人不得緣以為奸革除中；陞山西右參議，再著賢聲。永樂六年，陞戶部右侍郎，本年改禮部右侍郎。時尚書呂震恃才自用，又深刻難測，小心謹畏，震亦雅重之；屢知貢舉及試提調官，關防嚴密，類多得人。十九年定鼎北京，震改北部，綬掌部事；二十二年四月，綬奏四川雲南官民生駱進等六十一人例當給賜夏衣，其琉球官生周魯美等尚猶未行，宜一體給賜，自後遞年冬夏衣皆本部行文，南京工部成造，依時給賜，不待奏請著篇令；馳奏以聞，上從之。至洪熙元年陞禮部尚書，宣德四年致仕，後卒於官，賜祭葬。